# Templo de Apolo Sosiano

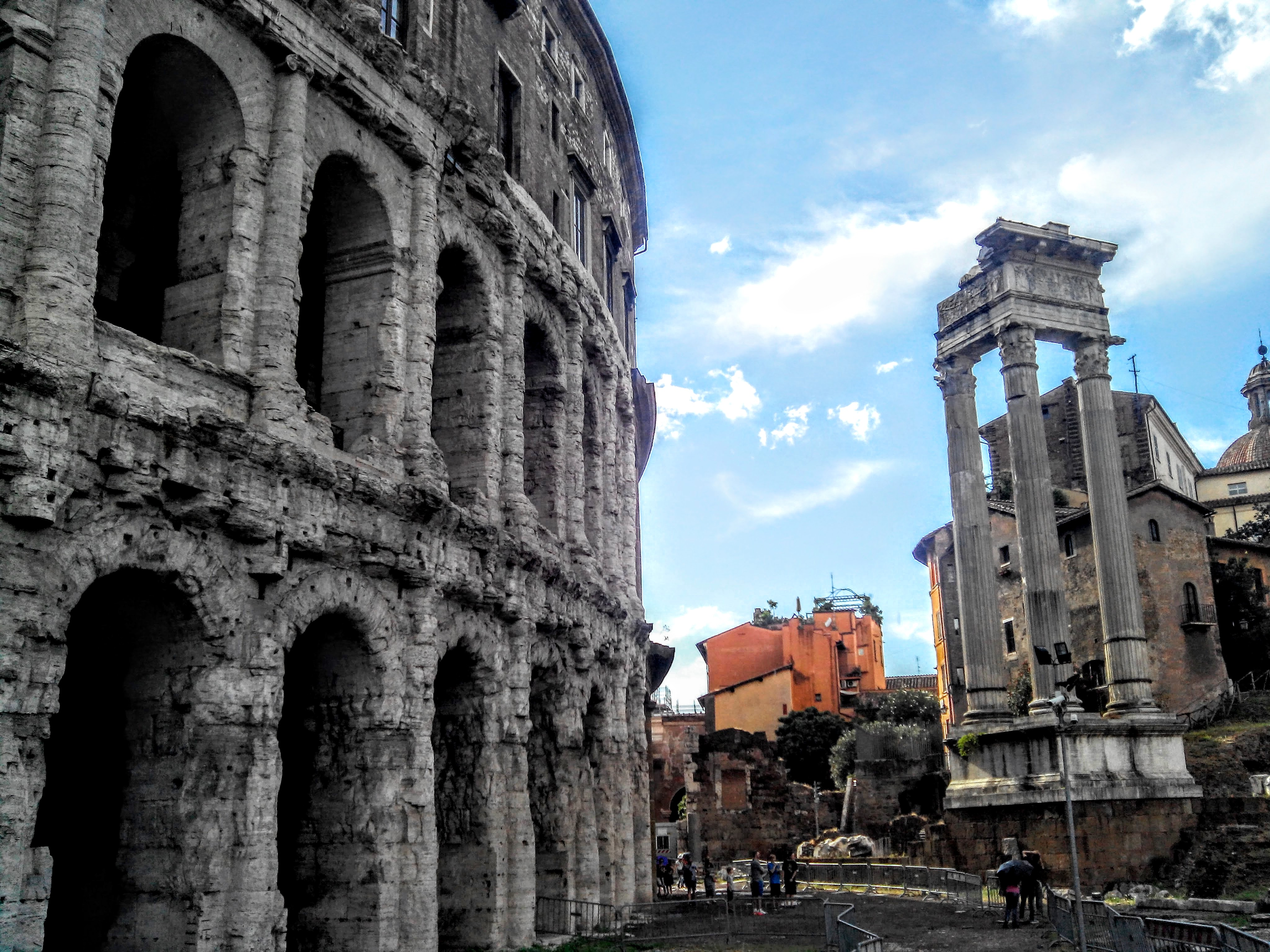
Localização em relação ao vizinho Teatro de Marcelo.

Templo de Apolo Sosiano, conhecido também como Templo de Apolo em Circo, Apolinário e Templo de Apolo Médico, é um templo romano dedicado a Apolo localizado no Campo de Marte, perto do Teatro de Marcelo e do Pórtico de Otávia, em Roma. Seu nome atual é uma referência a Caio Sósio, que o reformou por último.

## Localização
O "Apolinário" e seus sucessores foram identificados com alto grau de certeza em sua localização perto do Teatro de Marcelo por causa de uma referência feita por Ascônio que indica que ele ficava "fora da Porta Carmental, entre o Fórum Holitório e o Circo Flamínio", uma feita por Lívio, que o localiza na prata Flaminia ("campina flamínia", o nome da região na época) e outras referências que o localizam perto do Fórum Romano, do Capitólio e do teatro. Todas elas indicam que o local atualmente aceito é de fato o do Templo de Apolo Sosiano, ao norte do teatro e a leste do pórtico, na rua que atravessa a Porta Carmental na direção do Campo de Marte, ligeiramente ao sul da Piazza Campitelli.

## História

### Período republicano
As três colunas que hoje estão em pé do templo são de uma reconstrução do período augustano, mas sabe-se que o culto a Apolo já existia nesta área desde pelo menos meados do século V, quando um "Apolinário" (um bosque ou altar sagrado) é citado no local. Como Apolo era um culto estrangeiro, seu templo deveria, segundo a lei, ficar fora do pomério; por causa disto, o local era bastante utilizado para reuniões do Senado Romano fora do pomério. 
O primeiro edifício atestado no local data de 431 a.C., quando o cônsul Cneu Júlio Mentão inaugurou um templo dedicado a "Apolo Médico" no local para cumprir um juramento feito por ele durante uma epidemia em 433 a.C.. Este edifício foi restaurado em 353 a.C. e talvez em 179 a.C., quando o censor Marco Emílio Lépido e seu colega, Marco Fúlvio Nobilior, aprovaram a construção de um pórtico que iria do templo até o Tibre, passando por trás do Templo da Esperança do Fórum Holitório. O projeto também incluía um teatro nas imediações. 
A lenda que cita uma estátua de Apolo chorando por três dias depois da morte do jovem Cipião, citada por Dião Cássio, só pode ter ocorrido neste templo, pois este foi o único templo de Apolo em Roma até Augusto inaugurar o Templo de Apolo no monte Palatino.
Um templo vizinho dedicado à irmã de Apolo, Diana, provavelmente é do final do período republicano, depois da destruição do templum ("precinto", o espaço sagrado diante do templo) durante as obras do Teatro de Marcelo.

#### Reconstrução por Caio Sósio
Uma radical reconstrução do Templo de Apolo foi iniciada por Caio Sósio, provavelmente depois de seu triunfo em 34 a.C.. Contudo, as obras foram logo interrompidas por causa da guerra civil entre Otaviano e Marco Antônio, da qual Sósio participou do lado deste último, e só foi reiniciada muitos anos depois, quando Augusto se reconciliou com Sósio. Por causa disto, ele acabou sendo dedicado ao príncipe. Com a construção do Teatro de Marcelo logo em seguida, a escadaria frontal do templo foi demolida e substituída por duas outras nos lados do pronau.

### Período imperial
Em duas ocasiões, Plínio cita obras de obras de arte abrigadas no Templo de Apolo, provavelmente uma referência aos espólios trazidos da Grécia por Sósio e abrigadas ali depois da reconstrução. Entre elas:
- Pinturas por Aristides de Tebas[17]
- Diversas estátuas de Filisco de Rodes[18]
- Uma estátua de Apolo Citaredo de Timarquides[19]
- Uma estátua de Apolo em cedro de Selêucia[20]
- O famoso grupo de estátuas das nióbidas[21] (atribuídos na Antiguidade a Escopas ou Praxíteles, mas atualmente atribuído a nenhum deles)[22]

Apenas pequenas reformas são conhecidas durante o período imperial, uma pelo prefeito urbano de Roma Mêmio Vitrásio Órfito (r. 356-359) e outra, talvez, por Anício Acílio Fortunato Glabrião na década de 420.

### Períodos medieval e moderno
As ruínas do templo foram ocupadas no período pós-romano por residências até a década de 1930, quando todas foram demolidas entre 1926 e 1932 para permitir que o Teatro de Marcelo pudesse ser admirado de forma isolada. Neste mesmo período, as ruínas da colunata foram recuperadas no local em que caíram, dentro dos arcos do teatro, e, por isso, entre 1937 e 1938, as ruínas do pódio do templo foram escavadas. Em 1940, as colunas caídas foram restauradas neste pódio, mas, muito provavelmente, não em suas posições originais.

## Características
O edifício do Templo de Apolo estava orientado quase perfeitamente num eixo norte-sul, com a fachada voltada para o sul, bem diferente dos edifícios vizinhos, incluindo o vizinho imediato Templo de Belona.
A partir da reconstrução augustana, o templo passou a ser composto por um pódio com colunas e as paredes de uma cela, cujas seções de suporte eram feitas de blocos de travertino para suportarem o peso e as decorativas, de blocos de tufo e cimento. Segundo Delbrück, os restos da parede do pódio visíveis sob o claustro de Santa Maria in Campitelli, com 13 metros de comprimento, quatro de altura e mais de dois de espessura, certamente eram parte da estrutura original. Frank, por outro lado, defende que, apesar de o miolo em tufo cappellaccio possa ter sido parte do edifício original, o resto (além de algum concreto revestido em opus reticulatum, que se pode atribuir à reforma de Sósio) pertence à reconstrução de 179 a.C.. Seu argumento se baseia no uso do tufo do monte Verde, na extremidade sul do Janículo, no revestimento.
A elevação do templo em hexastilo era formada por colunas em mármore de Carrara na frente e nas duas laterais longas da pronau; as do fundo eram de tijolos revestidos de gesso. As semi-colunas nas paredes da cela também eram gessadas para se parecerem com mármore.
A arquitrave da fachada era composta por blocos de travertino revestidas e suportadas por mármore em estilo piattabanda ao invés de blocos sólidos de mármore isolados. Da mesma forma, o friso foi esculpido em painéis colocados sobre a estrutura de apoio. Os capitéis são coríntios com decoração adicional em motivos vegetais (em italiano:  corinzieggiante).
O principal entablamento do templo era decorado com esculturas removidas de um templo grego clássico na Grécia, datadas entre c. 450 e 425 a.C. e cujo tema era uma amazonomaquia. Elas estão atualmente nos Museus Capitolinos.
O interior das paredes da cela estavam decoradas por uma ordem dupla de fustes em mármore africano, a inferior com um friso representando os estágios das batalhas incluídos no triplo arco triunfal de Otaviano em 29 a.C.. Entre as colunas havia edículas com fustes de mármores de cores diferentes (giallo antico, pavonazzetto e portasanta) e com tímpanos de formas pouco usuais (triangulares, meia-lua e de pagode).

## Outros edifícios no local
Na área do templo, uma fundação circular e outras ruínas sugerem a existência de uma colunata de um pequeno edifício circular da época flaviana, que pode ser o perirrantherion deste templo, utilizado para os rituais de purificação do templo.
O pórtico triunfal, que se estendia por quase dois quilômetros entre a Porta Carmental e o Trigário, passava perto dos templos de Apolo e Belona, onde ainda são visíveis ruínas importantes. Mais ruínas estão presentes na direção do Capitólio, ao longo da moderna Via del Teatro di Marcello, na frente da igreja de San Nicola in Carcere.

## Localização
| Planimetria do Campo de Marte meridional |
| --- |
| Tibre Navália Circo Flamínio Teatro de Marcelo T. de DianaC T. da Piedade T. de Jano T. de Juno T. de Spes Templo de Belona Templo de Apolo Sosiano Templo de Júpiter Estator Templo de Juno Regina Pórtico de Otávia Portico de Filipo T. de Hércules Portico de Otávio Teatro de Balbo Cripta de Balbo Portico de Minúcio T. das Ninfas Diribitório T. de Juturna T. da Fortuna T. de Ferônia T. dos Lares Permarinos Cúria de Pompeu Portico de Pompeu Teatro de Pompeu Templo da Vênus Victrix Templo de Marte Santuário de Hércules Grande Vigia Templo de Castor e Pólux Ponte Fabrício Ilha Tiberina Pórtico dos Máximos T. de Netuno Pórtico dos Deuses Vila Pública Hecatostilo T. da Fortuna Equestre Anfiteatro de Estacílio Tauro (?) |